# Chamir (Verwaltungsbezirk)
Chamir (persisch خمیر) ist ein Schahrestan (persisch هرستان) in der iranischen Provinz Hormozgan. Er enthält die Stadt Bandar-e Chamir, welche die Hauptstadt des Verwaltungsbezirks ist.

## Demografie
Bei der Volkszählung 2016 betrug die Einwohnerzahl des Schahrestan 56.148. Die Alphabetisierung lag bei 87 Prozent der Bevölkerung. Knapp 39 Prozent der Bevölkerung lebten in urbanen Regionen.
| Zensusjahr | Einwohnerzahl |
| ---------- | ------------- |
| 2011       | 52.968        |
| 2016       | 56.148        |